# SN 2002em
SN 2002em – supernowa typu II odkryta 16 sierpnia 2002 roku w galaktyce UGC 3430. W momencie odkrycia miała maksymalną jasność 18,00m.